# Chomutičky
Chomutičky este un sat din comuna Chomutice din districtul Jičín din regiunea  Hradec Králové, Cehia. Se află în vestul orașului Chomutov. În 2009, aici au fost înregistrate 21 de adrese.
În 2001, a avut o populație de aproximativ 42 de locuitori, iar în 2021 a avut 43 de locuitori.
Chomutičky este și numele unei zone cadastrale cu o suprafață de 2,44 km².